# 桐生道
桐生道（きりゅうみち）は、上野国桐生新町から丸山宿を経て日光例幣使街道の太田宿に至る道。
太田宿と利根川の古戸の渡しを結ぶ古戸道と合わせて、桐生古戸道あるいは古戸桐生道と呼ばれる。群馬県道67号桐生岩舟線、国道122号、群馬県道316号桐生太田線、国道407号、群馬県道・埼玉県道341号太田熊谷線の旧道にあたる。

## 概要
上野国山田郡桐生新町（群馬県桐生市）から、山田郡新宿村（桐生市新宿）、山田郡境野村（桐生市境野町）、松原の渡しで渡良瀬川を渡り、右岸沿いに八王子丘陵の東麓を南進し、丸山宿（太田市丸山町）で足利伊勢崎道と交わり、日光例幣使街道の太田宿に至る。
太田宿より南は、利根川の古戸の渡し、武蔵国幡羅郡妻沼村、中山道熊谷宿（埼玉県熊谷市）を経て、江戸（東京都区部）に通じる。桐生と江戸を結ぶ最短路で、桐生織が江戸まで運ばれ、鉄道網の発達する以前、桐生地方の産業道路としての役割を果たしたことから、絹の道と呼ばれる。